# Centum站
Centum站（：／ Senteom yeok */?，亦翻为赛腾站）是广域电铁东海线沿線的一座鐵路車站，位於韓國釜山廣域市海雲臺區佑洞，有無窮花號列車停靠。
2017年初經當地媒體報導，該站站牌上的中文標示被誤記為「韓國旅遊發展局」，之後營運方隨即去除更正。

## 車站結構
站體為2面6線雙島式月台的地面車站。

### 月台配置
| ↑ 釜田（一般列車）／↑ 栽松（廣域電鐵）      |
| \| ４３ \| ２１ \|                          |
| 新海雲臺（一般列車） ↓／BEXCO（廣域電鐵） ↓ |

| 月台 | 路線   | 類別            | 目的地                                  |
| ---- | ------ | --------------- | --------------------------------------- |
| 1    | 東海線 | 無窮花號        | 浦項、慶州、太和江、清涼里方向          |
| 2    | 東海線 | ●广域电铁东海线 | BEXCO、新海雲臺、機張、日光、太和江方向 |
| 3    | 東海線 | ●广域电铁东海线 | 栽松、教大、巨堤、釜田方向              |
| 4    | 東海線 | 無窮花號        | 釜田、順天、晉州、馬山方向              |

## 歷史
- 1935年7月15日：水營站（수영역）落成啟用。
- 1988年1月1日：停止處理小件貨物。
- 1996年3月20日：停止貨運服務。
- 1996年4月1日：升格為配置簡易站。
- 2004年12月10日：降級為無配置簡易站。
- 2013年12月2日：車站遷至現址。
- 2015年10月12日：升格為普通站。
- 2016年12月30日：東海南部線鐵路複線电气化工程完工，編入東海本線并更名为Centum站，广域电铁东海线開始運行[2][3]。

## 車站周邊
- Centum City
  - KNN釜山慶南廣播電台
- 電影振興委員會（朝鲜语：영화진흥위원회）
- 韓國青少年諮商福祉開發院（朝鲜语：한국청소년상담복지개발원）

## 圖片

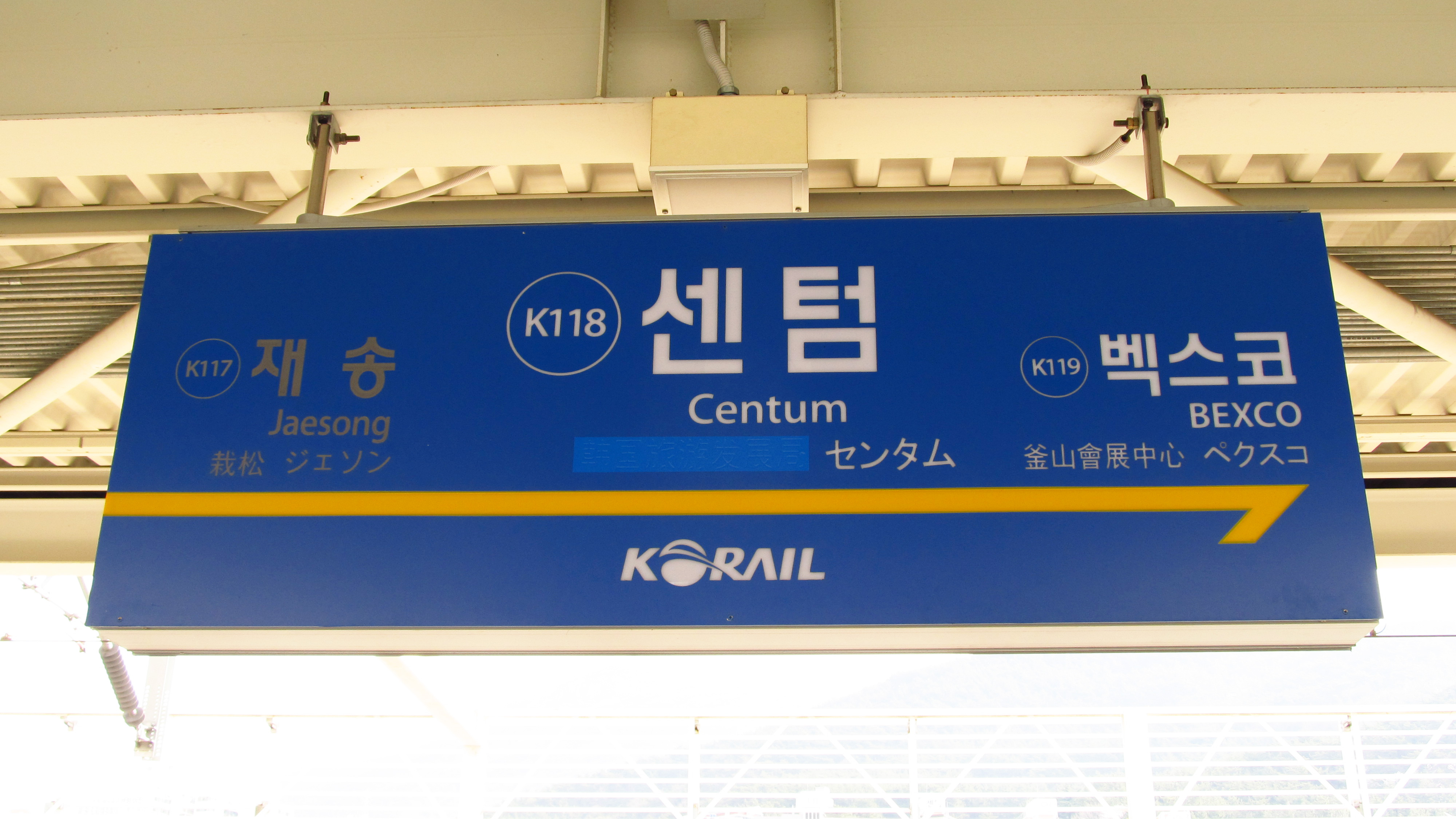
站名牌
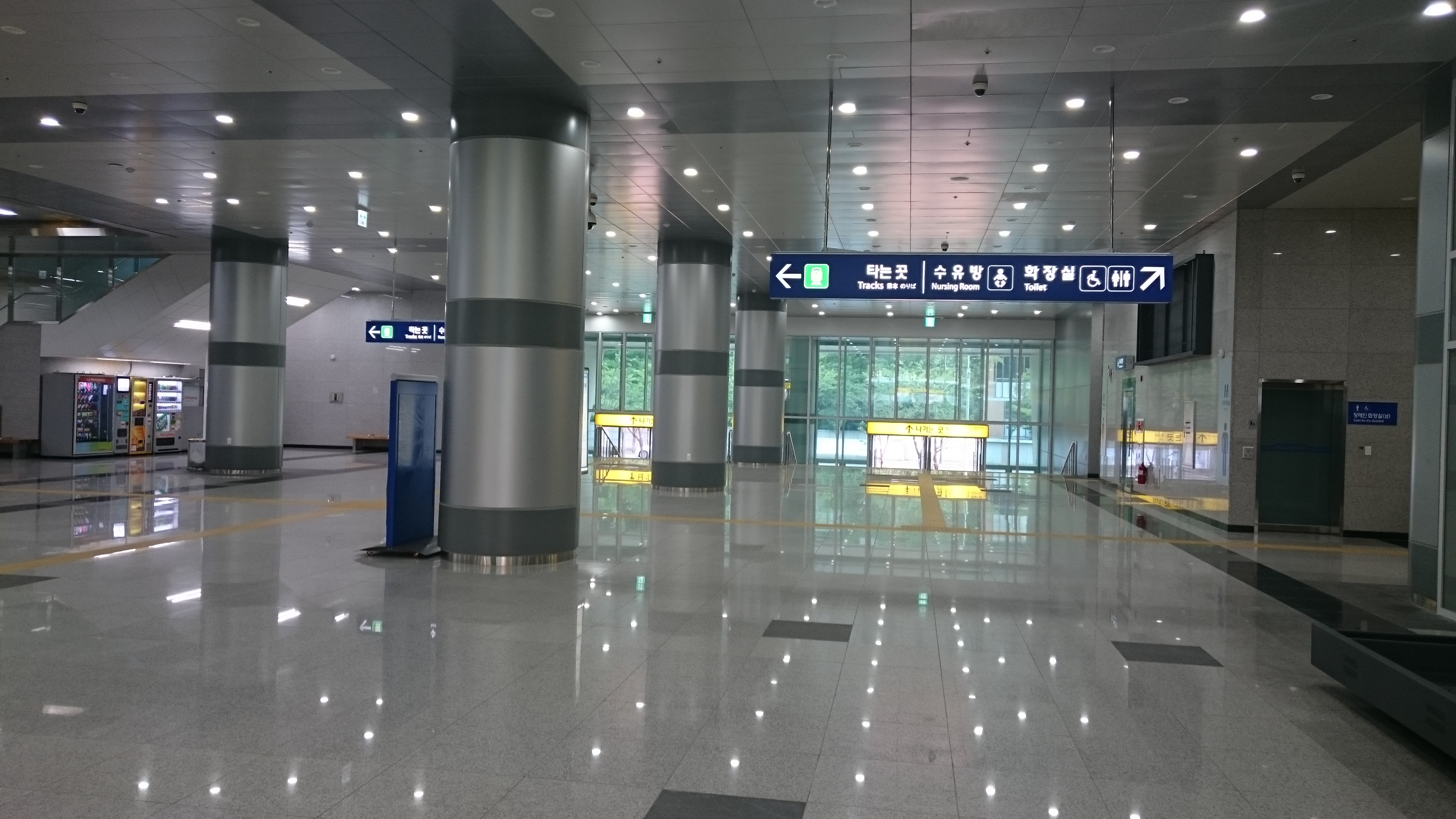
車站大廳
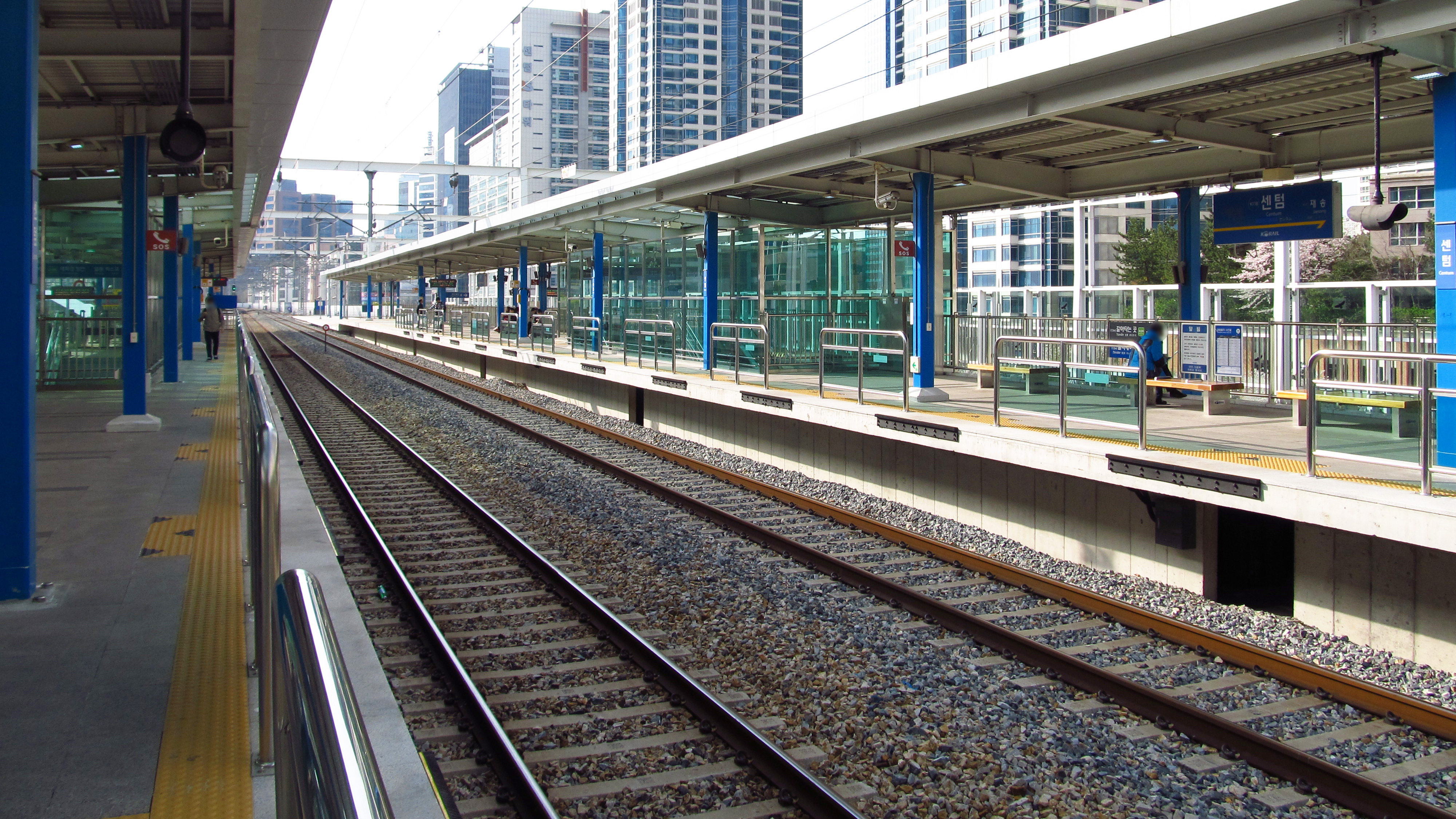
候車月台
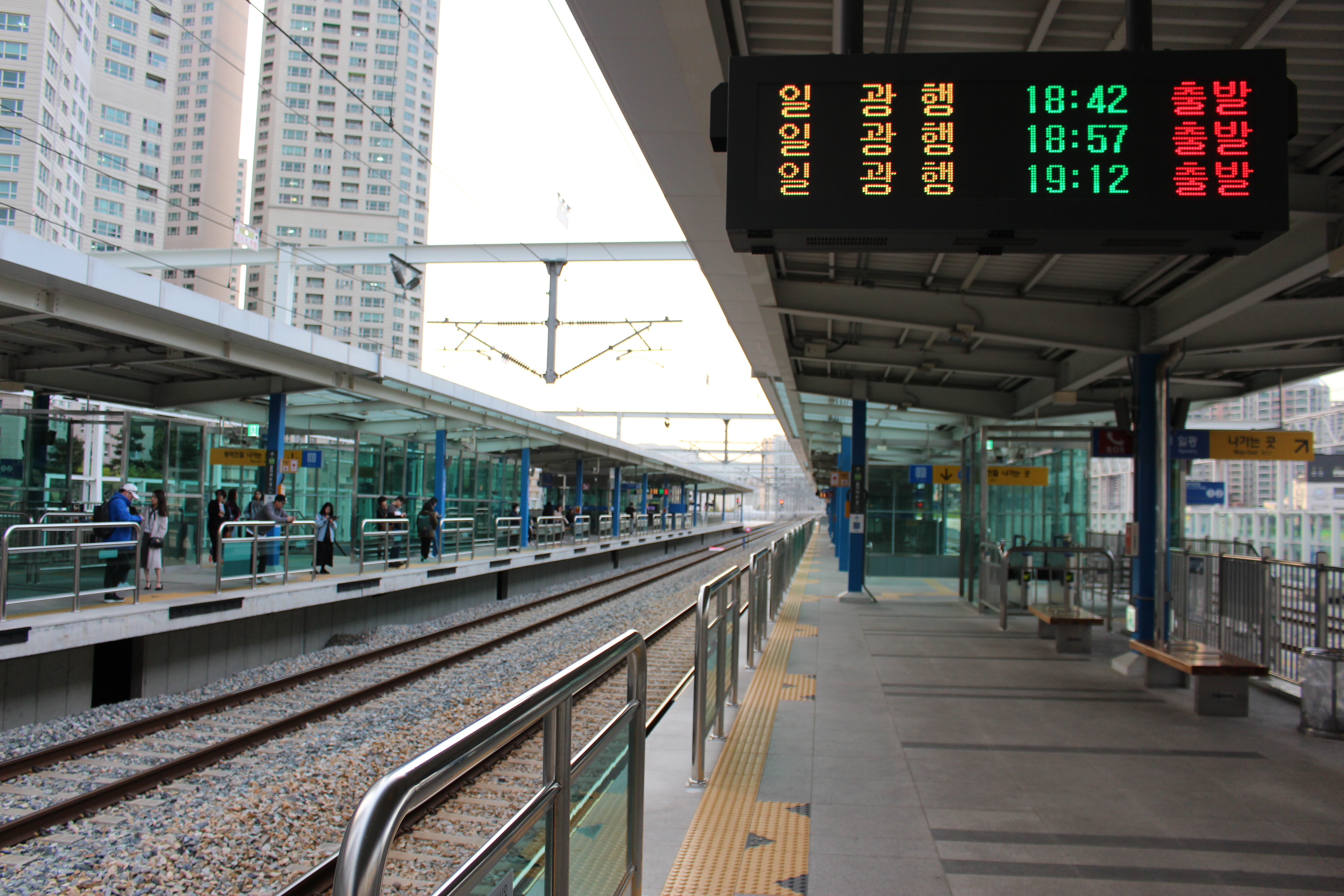
候車月台
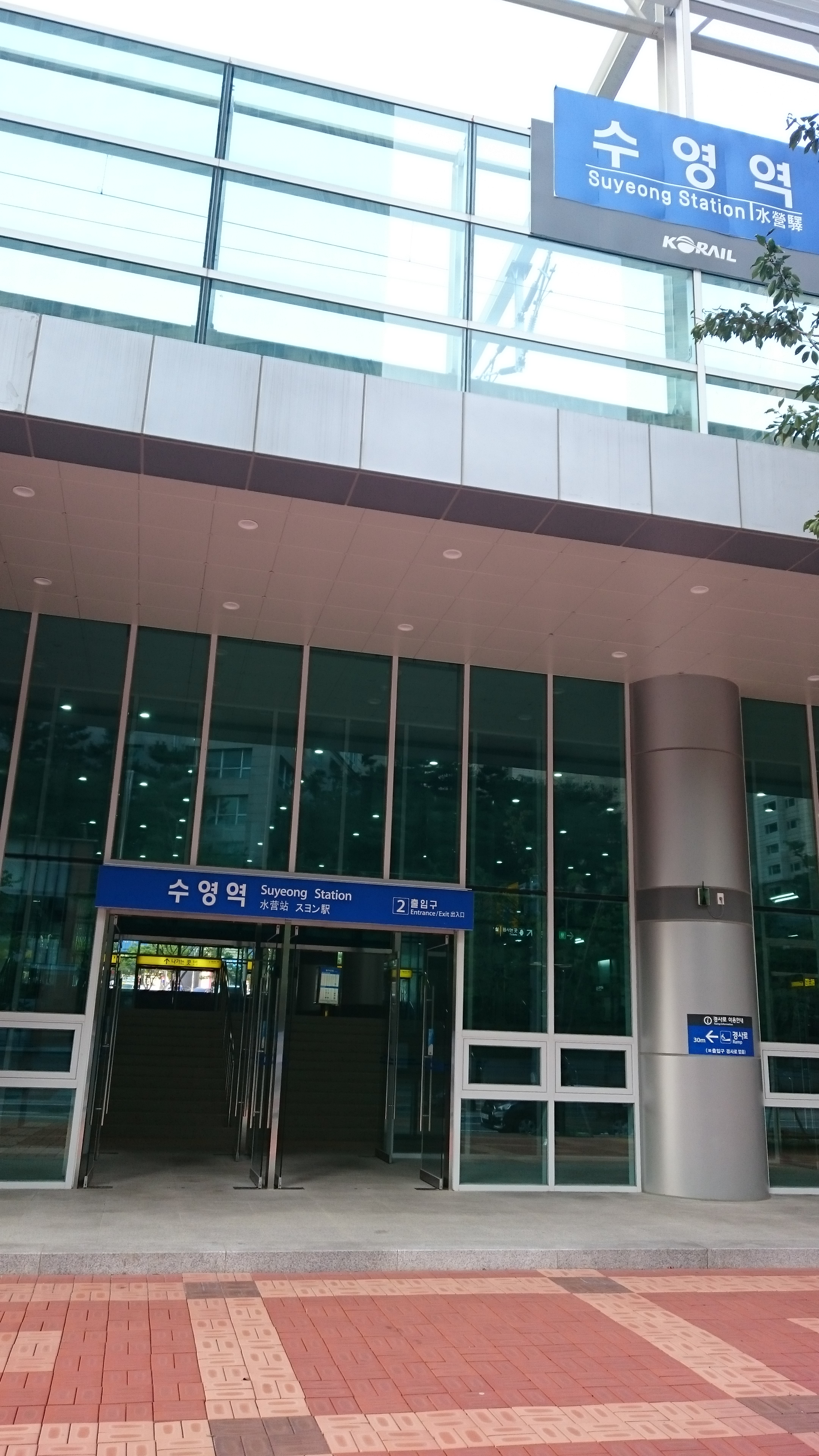
2號出口
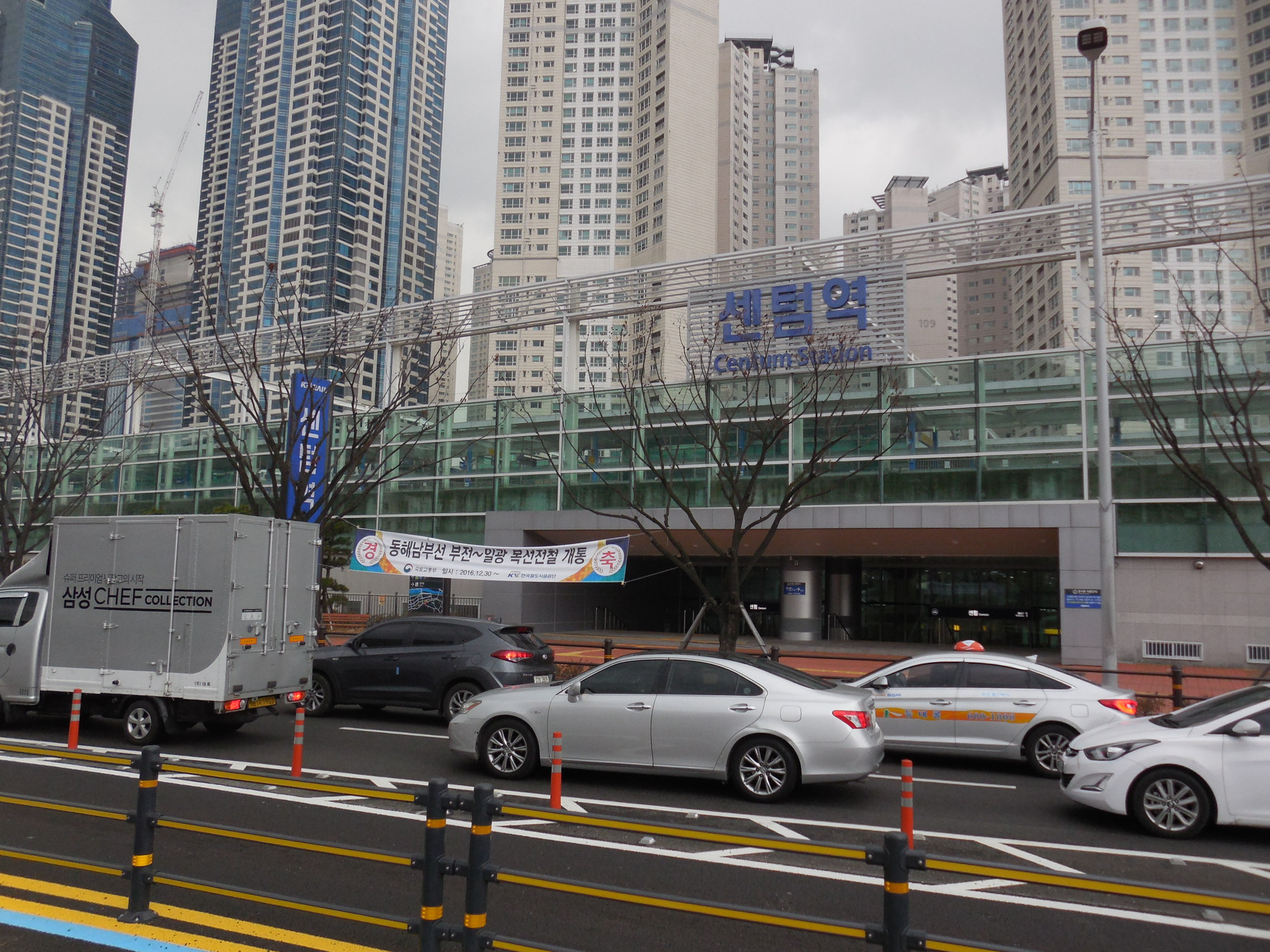
車站建築
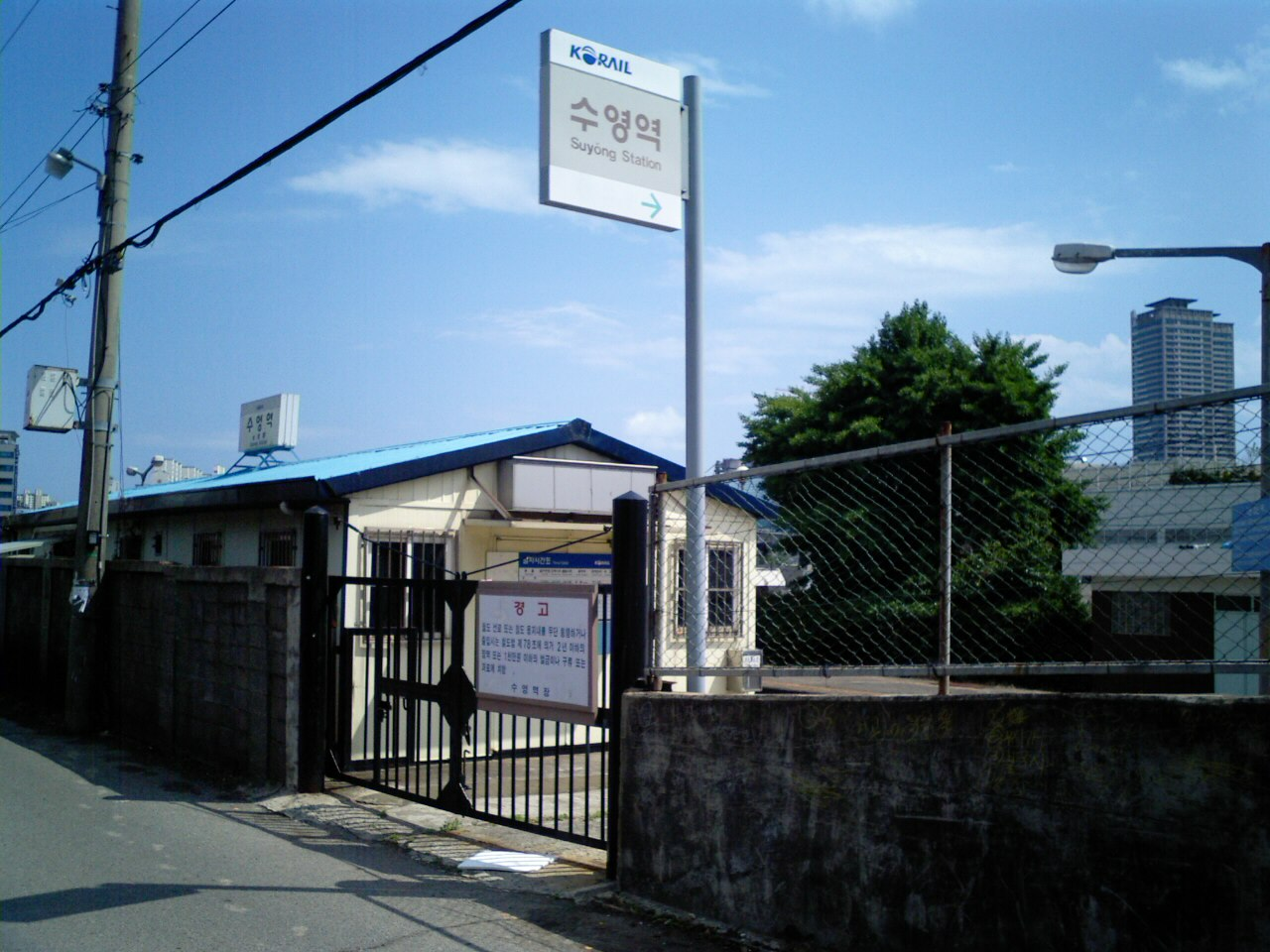
舊站房

## 相鄰車站
韓國鐵道公社
●广域电铁东海线
栽松（K117）－Centum（K118）－BEXCO（K119）